# Jacek Filus
Jacek Szczepan Filus (ur. 1956) – polski dziennikarz radiowy związany z Górnym Śląskiem.

## Życiorys

### Działalność dziennikarska do 1989 roku
Ukończył studia filologiczne – magister filologii polskiej. Z Polskim Radiem Katowice związany od końca lat 70. do stanu wojennego. W latach 80. był pozbawiony prawa do wykonywania zawodu w Polsce. Współpracował wówczas m.in. z Radiem Wolna Europa, BBC i polską prasą zagraniczną.
Powrócił do pracy w Radiu Katowice po wyborach parlamentarnych w 1989, w których uczestniczył jako członek Zespołu Radiowo-Telewizyjnego Komitetu Obywatelskiego przy Lechu Wałęsie.

### Działalność dziennikarska po 1989 roku
W 1992 był współtwórcą (wraz z ks. Stanisławem Puchałą) ekumenicznego programu „Droga”, jednego z pierwszych cyklicznych programów religijnych w Polskim Radiu.
Od lipca 2006 do maja 2011 członek zarządu Radia Katowice SA. Od kwietnia 2009 do 30 października 2011 jego redaktor naczelny. Od 1 listopada 2011 do 30 września 2015 szef anteny Polskiego Radia Katowice.

### Działalność społeczna
W latach 1990–1995 członek Rady Naczelnej i Centralnego Komitetu Stronnictwa Demokratycznego, wiceprzewodniczący SD. W 1996 roku, wystąpił z SD. Bez powodzenia ubiegał się o funkcję przewodniczącego SD. Był także kandydatem w wyborach parlamentarnych w 1991 w okręgu Katowice. W pierwszej kadencji samorządowej (1990-1994) wiceprzewodniczący Rady Miejskiej oraz członek zarządu Sosnowca.

### Działalność dydaktyczna
- 1999 – 2003 – Górnośląska Wyższa Szkoła Handlowa w Katowicach – zajęcia z podstaw warsztatu dziennikarskiego oraz reklamy multimedialnej.
- 2003 – 2010 – Uniwersytet Śląski, Wydział Filologiczny, studia podyplomowe: „Komunikacja perswazyjna”.
- obecnie – Uniwersytet Śląski, Wydział Nauk Społecznych, studia licencjackie i magisterskie "dziennikarstwo i komunikacja społeczna".

Wykłady i warsztaty: Radio – specyfika medium, Pracownia dziennikarza radiowego, Kampanie polityczne i politycy w radiu, Etyka i deontologia dziennikarska, Warsztaty językowe.

### Hobby, zainteresowania
Reportaż, polityka, turystyka górska i rowerowa, strzelectwo (Członek Polskiego Związku Strzelectwa Sportowego).

## Odznaczenia
- Srebrny Krzyż Zasługi – 2005[4]

## Nagrody
- Laureat II miejsca w konkursie „Polska – Świat – 2000” za reportaż „Z Polski do Polski” oraz Grand Prix Krajowej Rady Radiofonii i Telewizji również za reportaż „Z Polski do Polski” (wspólnie z red. Katarzyną Widerą).
- Wyróżniony na I przeglądzie Reportażu Telewizyjnego w Katowicach za reportaż „Krok po kroku” (także z red. Katarzyną Widerą).
- Laureat Honorowej Nagrody „Róża Lutra” Kościoła Ewangelicko-Augsburskiego za ekumeniczną działalność dziennikarską (1997 rok).
- Przez środowiska gospodarcze Zagłębia wyróżniony tytułem „Menadżer Zagłębia – Dziennikarz Roku 2009”.